# Campechebukten
Campechebukten (spanska: Golfo de Campeche eller Bahía de Campeche) är den södra bukten av Mexikanska golfen. Bukten är omgiven på tre sidor av de mexikanska delstaterna Campeche, Tabasco och Veracruz. Bukten namngavs av Francisco Hernández de Córdoba och Antonio de Alaminos under sin expedition 1517.

## Oljeresurser
Oljefältet Cantarell (ett av fem) ligger nedanför Campechebukten. Det är det näst mest produktiva oljefältet i världen, som levererar cirka två tredjedelar av Mexikos råolja. Den 3 juni 1979 drabbades Ixtoc I, en explorativ oljekälla i bukten, av en utblåsning som orsakade en katastrofal explosion, vilket resulterade i vad som har rankats som den tredje största oavsiktliga oljeutsläppet i historien. Det området av bukten är 16 000 km² stort och har ett maximalt djup på 55 meter.

## Övrig information
Under månaderna juni och juli anses Campechebukten vara en av de "heta" uppkomstplatserna för atlantiska orkaner. Bukten anses också vara den östra gränsen på de huvudsakliga förflyttningsvägarna för fåglar i Amerika.